# 巨坚鳞鲈
巨堅鱗鱸（學名：Stereolepis gigas）是东北太平洋特有的一种底栖魚類。。该鱼体色黯淡，第一片背鳍明显低于第二条。成年巨坚鳞鲈体型巨大，多生活于浅海的海藻林生境。该鱼在繁殖季会集体洄游至特定海域，在海水中洒下精子与卵子令其混合受精。刚孵化的鱼苗为浮游动物，一岁大后会在浅海峡谷成长至成年。巨坚鳞鲈是海藻林中的顶尖掠食者，主要通过张嘴吸入的方式捕食，猎物包括各种底栖硬骨鱼和无脊椎动物。该鱼曾是重要的商业捕鱼与游钓对象，但自20世纪起数量连年下降，至1981年美国加利福尼亚州立法禁止捕捞该鱼。此后虽有所好转，但种群情况目前仍不乐观，IUCN将其评为“极危”。

## 物种命名
巨坚鳞鲈由美国鱼类学家威廉·奥威尔·艾尔斯于1859年命名。其属名“Stereolepis”意为“坚硬的鳞片”，种加词“gigas”则意为“巨大的”。

## 外貌描述

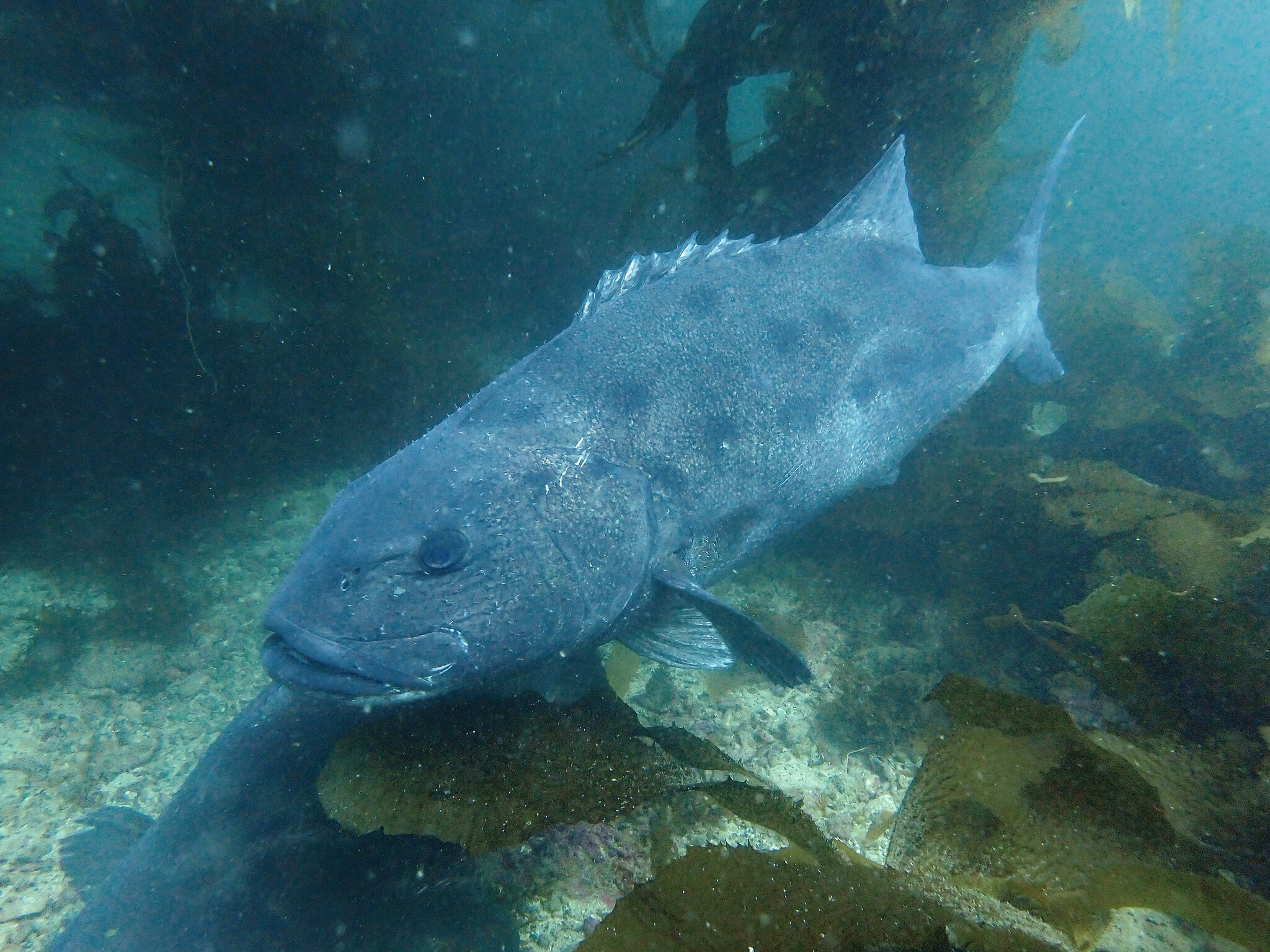
海峡群岛水域的一条巨坚鳞鲈，其两片背鳍之间有明显高低差异

成年巨坚鳞鲈体色为绿褐色或黑色，喉部和尾根处可能有白斑。幼鱼则为带有黑斑的砖红色。其第一片背鳍显著低于第二片，前者有棘刺11根，后者则有软鳍条10条。该鱼鱼鳍多为黑色或透明，棘刺则为黑色，但由于其胸鳍的棘刺之间有白色薄膜故看起来颜色要显著浅于其他鱼鳍。其头与口大，牙齿小，位于口腔后部。据估计巨坚鳞鲈可长至300千克重，体长可超2米。

## 物种分布
巨坚鳞鲈为亚热带鱼类，栖息于北至美国洪堡湾、南至墨西哥瓦哈卡州的水域，包括加利福尼亚湾，但在加利福尼亚州圣巴巴拉县概念角以北的海域则较为罕见。

## 生态与习性

### 栖息地

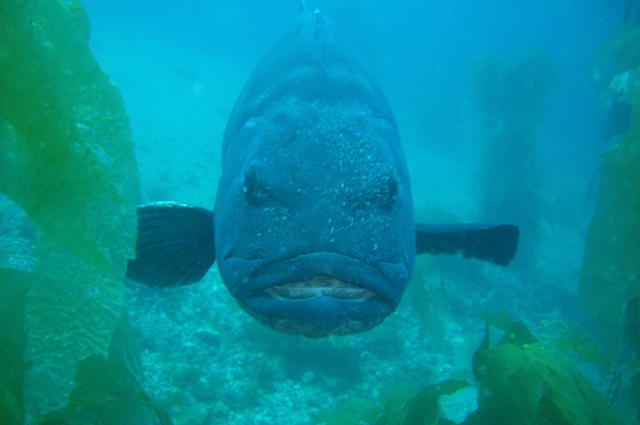
加利福尼亚州海峡群岛水域的一条巨坚鳞鲈

巨坚鳞鲈是浅海底栖鱼类，尤其偏好上有海藻林的礁石，水深一般不超过40米。该鱼偶然也会离开海藻林，在开阔的沙质海床上觅食。巨坚鳞鲈会长期生活在一片特定的水域，除繁殖季外鲜少离开 。

### 生命周期
巨坚鳞鲈会在每年夏季前往特定水域群聚繁殖。在繁殖水域雄鱼可能会轻推雌鱼以让其洒下卵子，之后雄鱼会在其上洒下精子。一条雌性巨坚鳞鲈可在单个繁殖季内洒下超过6000万颗卵子。鱼苗会在受精后的24—36个小时内诞生，此后会在海水中随波逐流约一年再变为和成鱼一样的底栖鱼类。大部分未成年个体栖息于离岸较近的海底峡谷内，这可能是因为这类生境由于寒冷的上升流强劲而食物充足，同时天敌又相对较少。巨坚鳞鲈多在11—13岁时达到性成熟，最长寿命可达70年。

### 食性
巨坚鳞鲈是其所处生境中的顶尖掠食者，且是泛化种。其猎物包括泰勒唇鼬鳚、头角木叶鲽、斑光蟾鱼、若鲉杜父鱼等底栖硬骨鱼、海蛄虾、梭子蟹、断沟龙虾等甲壳类，以及加州双斑蛸、蛏子等软体类。此外，还曾有潜水员目击巨坚鳞鲈捕食加州鲼。据估计该鱼的平均营养级为3.39，这是由于其猎物中有蛏子等营养级较低的物种所致。巨坚鳞鲈不擅快速游泳，其捕猎方式一般为通过突然张嘴来制造负压以将猎物吸入口中。然而，曾有人目击该鱼成功追击捕食一条线狐鲣，故认为该鱼在短距离内仍有一定的追击捕食能力。 

### 习性
巨坚鳞鲈天性好奇，会主动靠近并仔细观察潜水员。该鱼可快速改变体色，这一行为或许是为了向附近的同类传递某种信息。

### 共生关系
加州湾尖隆头鱼和其他几种小型鱼类会为巨坚鳞鲈清理其表皮上的寄生虫。

## 与人类的关系
巨坚鳞鲈曾一度是加利福尼亚州水域的常见鱼种。对其的商业捕捞始于19世纪，在1932年达到巅峰。该鱼同时还受海钓爱好者的青睐。彼时游钓者多用整条白腹鲭作饵，而龙虾尾、白身鱼肉和鳀鱼等亦是不错的鱼饵。捕获的巨坚鳞鲈多除去鱼头、内脏后切成鱼排出售。该鱼的肉味道寡淡，口感粗糙。由于每年巨坚鳞鲈会在繁殖季集体洄游至特定水域，大量渔民与游钓者会前往这些水域捕鱼。该行为对巨坚鳞鲈的种群造成沉重打击。至1981年，该鱼的种群已经不足20世纪初的5%。当年，加利福尼亚州通过法案禁止在该州水域捕捞巨坚鳞鲈，并限制自墨西哥进口该鱼。该法律还要求所有意外捕获巨坚鳞鲈的渔船需将其放生。此后巨坚鳞鲈种群虽有所回升，但鉴于其分布范围狭窄、基因库单一，该鱼的种群仍不容乐观。蒙特利湾水族馆认为目前野外的成年雌性可能仅有数百条。IUCN将该物种评为极危。

## 外部連結
- California Fish and Game Brief on the Giant Sea Bass